# Роги (Гомельський район)
Роги (біл. Рагі) — село в Оздзелинській сільраді Гомельського району Гомельської області Білорусі.

## Географія
В 6 км від залізничної станції Лазурна (на лінії Жлобин — Гомель), 20 км на північний захід від Гомеля.

## Транспортна мережа
Планування складається з прямолінійної, орієнтованої з північного сходу на південний захід вулиці, до центру який перпендикулярно приєднується з північного сходу коротка прямолінійна вулиця. Забудова двостороння, переважно дерев'яна, садибного типу. У 1986 році побудовано 56 цегельних будинків котеджного типу, в яких розмістилися переселенці із забруднених радіацією місць в результаті аварії на Чорнобильській АЕС.

## Історія
Виявлений археологами поблизу села курганний могильник свідчить про заселення цих місць з давніх часів. За письмовими джерелами відоме з XVIII століття як село в Гомельському старостві Речицького повіту Мінського воєводства Великого князівства Литовського.
Після 1-го розділу Речі Посполитої (1772) — в складі Російської імперії. У 1775 році Катерина II подарувала село генерал-майору С. Пищевичу. У 1909 році — 1695 десятин землі, в Руденецькій волості Гомельського повіту Могильовської губернії.
З 8 грудня 1926 року по 30 грудня 1927 року центр Роговської сільради Гомельського округу. У 1930 році організований колгосп «Дружба», працювали маслозавод, 2 вітряні млини. У 1931 році створена артіль з видобутку торфу.
Під час німецько-радянської війни на фронтах і в партизанській боротьбі загинули 52 мешканці, в пам'ять про яких в 1981 році встановлено пам'ятник.
У 1959 році — центр колгоспу «Червоний маяк». Розташовані 9-річна школа, Будинок культури, бібліотека, фельдшерсько-акушерський пункт, відділення зв'язку, магазин.

## Населення
- Станом на 2004 рік — 154 господарства, 451 житель.

Динаміка: